# Русское (озеро, Свердловская область)
Ру́сское — озеро в Гаринском городском округе Свердловской области, Россия.

## Общие сведения
Озеро расположено в 86 км от посёлка Гари, относится к бассейну реки Тавда. Площадь 14,5 км². Высота над уровнем моря — 71 м. Протяжённость озера 6,4 км, наибольшая ширина — 3 км. Средняя глубина составляет 1,3 м.
Озеро протокой соединено с рекой Тавда. На юге расположена деревня Троицкое, на юго-восточном — нежилая деревня Куренево. Берега в западной, северной и восточной частях заболочены (болота Русское и Василисинское), южный берег более высокий, остальные берега пологие, поросшие лесом. На озере гнездятся водоплавающие птицы. Дно покрыто илом, содержит запасы лечебного сапропеля. Вода чистая, прозрачная, коричневого цвета. В озере водится карась, гольян.